# Hos lægen
Hos lægen er en dansk dokumentarfilm fra 1977 instrueret af Ole Schelde.

## Handling
En film for børn i 4-7 årsalderen (og deres forældre) om børns besøg hos lægen og dennes besøg i hjemmet. Filmen forklarer, hvordan og hvorfor lægen gør, som han gør, for at afdramatisere forholdet.